# دهستان ایزدخواست شرقی
دهستان ایزدخواست شرقی دهستانی در بخش ایزدخواست شهرستان زرین دشت، استان فارس در ایران است. براساس سرشماری مرکز آمار ایران در سال ۱۳۸۵، جمعیت آن ۳۰۱۴ نفر (۶۶۴ خانوار) بوده‌است.